# Каобердиано Дамбара
Каобердиа́но Дамбара́ (порт. Kaoberdiano Dambará, настоящее имя — Фелисберту Виейра Лопиш (порт. Felisberto Vieira Lopes, род. 17 сентября 1937 года) — поэт и один из руководителей национально-освободительного движения в Кабо-Верде.
Родился на о. Сантьягу. Образование получил в Лиссабоне, по профессии — адвокат.
Пишет на местном креольском языке. Автор сборника «Ночь» (1964).
Издавался департаментом информации и пропаганды ПАИГК.